# Vita di Carmelo Bene
Vita di Carmelo Bene è un libro scritto da  Carmelo Bene in collaborazione con Giancarlo Dotto, edito da Bompiani. Libro autobiografico, tratta dunque, in modo divulgativo ed accessibile ai più, della vita di Carmelo Bene, del suo teatro, delle sue varie esperienze, della sua filosofia, dei suoi punti di vista, i vari scandali e conseguenze, ecc.. È abbastanza esaustivo sia per coloro si accostano per la prima volta all'opera beniana, sia per appassionati ed esperti. La Vita di Carmelo Bene e Sono apparso alla Madonna del 1982 sono i soli due libri che si possono considerare autobiografici (e complementari), con la sola importante differenza: che il secondo, oltre ad abbracciare un arco di anni inferiore, è meno preciso riguardo alle date, ed è più volutamente oscuro, meno esplicito. 

## Fonti
- Carmelo Bene e Giancarlo Dotto, Vita di Carmelo Bene, Bompiani, Milano 1998, ISBN 88-452-3828-8